# Офисът
„Офисът“ (на английски: The Office) е американски ситком, чийто сюжет се върти около всекидневния живот на работниците в скрантънския клон на фиктивната компания за хартия „Дъндър Мифлин“.
Излъчването му е от 24 март 2005 г. до 16 май 2013 г. по NBC и трае общо девет сезона. Това е американската адаптация на едноименния британски ситком на BBC, който върви от 2001 г. до 2003 г. Финалът е гледан от 5,69 милиона зрители.

## „Офисът“ в България
В България сериалът започва на 20 октомври 2008 г. по bTV. Първи сезон завършва на 30 октомври, а на 31 октомври започва втори сезон и приключва през декември. Ролите се озвучават от артистите Десислава Знаменова, Веселин Ранков, Росен Плосков и Явор Караиванов.
Няколко години по-късно започва повторно излъчване по Диема 2. Ролите се озвучават от артистите Христина Ибришимова, Ани Василева, Георги Георгиев – Гого, Силви Стоицов и Христо Узунов.
На 15 април 2012 г. започва четвърти сезон по bTV Comedy, всяка събота и неделя от 22:00 по два епизода. На 4 септември 2017 г. започва девети сезон, всеки делник от 23:30. Излъчването по канала е със субтитри.